# 사무엘 에일렌베르크
사무엘 에일렌베르크(폴란드어: Samuel Eilenberg IPA: [saˈmuɛl ɛiˈlɛnbɛrk], 영어: Samuel Eilenberg 새뮤얼 아일렌버그[*] IPA: [ˈsæmjuəl ˈaɪ̯lənbɚɡ], 1913년 9월 30일 – 1998년 1월 3일)은 폴란드 태생 미국 수학자이다. 대수적 위상수학과 호몰로지 대수학에 공헌을 하였고, 손더스 매클레인과 같이 범주론을 창안하였다. 니콜라 부르바키의 회원이었다.

## 생애
당시 러시아 제국에 속했던 바르샤바에서 1913년 태어났다. 바르샤바 대학교에서 1936년 박사 학위를 수여받았다.
에일렌베르크의 주요 업적은 대수적 위상수학과 이로부터 파생된 분야인 호몰로지 대수학과 범주론에 속한다. 에일렌베르크는 손더스 매클레인과 같이 1945년 범주와 함자, 자연 변환을 정의하였는데, 이는 범주론의 시초로 여겨진다. 또한, 에일렌베르크는 앙리 카르탕과 함께 유명한 교재 《호몰로지 대수학》을 1956년 저술하였고, 호몰로지에 대한 공리계인 에일렌베르크-스틴로드 공리를 노먼 스틴로드와 같이 정의하였다.
말년에는 주로 범주론과 오토마타 이론을 연구하였다. 1974년 에일렌베르크는 X기계(X-machine)라는 오토마타를 정의하였다.
수학 밖에도 에일렌베르크는 아시아의 예술 작품을 수집하였다. 에일렌베르크는 인도, 인도네시아, 파키스탄, 네팔, 타이, 캄보디아, 스리랑카, 중앙 아시아 등의 조각들을 수집하였는데, 이는 상당수 메트로폴리탄 미술관으로 기증되었다. 메트로폴리탄 미술관은 1991~1992년 에일렌베르크 컬렉션 특집을 열었다.

## 주요 논문 및 저서
- Samuel Eilenberg, Automata, Languages and Machines. ISBN 0-12-234001-9.
- Eilenberg, Samuel; Tudor Ganea (1957). “On the Lusternik-Schnirelmann category of abstract groups”. 《Annals of Mathematics (Second Series)》 65 (3): 517–518. doi:10.2307/1970062. JSTOR 1970062.
- Samuel Eilenberg & Saunders Mac Lane, "Relations between homology and homotopy groups of spaces", Annals of Mathematics 46 (1945), 480–509.
- Samuel Eilenberg &Saunders Mac Lane, "Relations between homology and homotopy groups of spaces. II", Annals of Mathematics 51 (1950), 514–533.
- Eilenberg, Samuel; Moore, John Coleman (1962). “Limits and spectral sequences”. 《Topology》 1 (1): 1–23. doi:10.1016/0040-9383(62)90093-9. ISSN 0040-9383.
- Eilenberg, Samuel; Niven, Ivan (1944). “The "fundamental theorem of algebra" for quaternions”. 《Bull. Amer. Math. Soc.》 50 (4): 246–248. MR 0009588.
- Eilenberg, Samuel; Norman E. Steenrod (1945). “Axiomatic approach to homology theory”. 《Proc. Nat. Acad. Sci. U. S. A.》 31: 117–120. PMC 1078770.
- Samuel Eilenberg & Norman E. Steenrod, Foundations of algebraic topology, Princeton University Press, Princeton, New Jersey, 1952. xv+328 pp.[6]

## 같이 보기
- 스테판 바나흐

## 참고 문헌
1. ↑  Samuel Eilenberg, Saunders Mac Lane (1945년 9월). “General theory of natural equivalences”. 《Transactions of the American Mathematical Society》 58 (2): 231–294. doi:10.2307/1990284.
2. ↑  Marquis, Jean-Pierre (2010년 2월 25일). 《Stanford Encyclopedia of Philosophy》. Metaphysics Research Lab, Stanford University.
3. ↑  Mac Lane, Saunders (1956). “Review: Homological algebra, by Henri Cartan and Samuel Eilenberg”. 《Bull. Amer. Math. Soc.》 62 (6): 615–624.
4. ↑  S. Eilenberg (1974) Automata, Languages and Machines, Vol. A. Academic Press, London.
5. ↑  Pace, Eric (1998년 2월 3일), “Samuel Eilenberg, 84, Dies; Mathematician at Columbia”, 《The New York Times》
6. ↑  Spanier, E. H. (1958). “Review: Foundations of algebraic topology, by S. Eilenberg and N. Steenrod”. 《Bulletin of the American Mathematical Society》 64 (4): 190–192. doi:10.1090/S0002-9904-1958-10204-9.

- Bass, Hyman; Henri Cartan; Peter Freyd; Alex Heller; Saunders Mac Lane (1998년 11월). “Samuel Eilenberg (1913–1998)” (PDF). 《Notices of the American Mathematical Society》 (영어) 45 (10): 1344–1352. ISSN 0002-9920. Zbl 0908.01023.
- Mac Lane, Saunders (1996). “Samuel Eilenberg’s work in category theory”. 《Applied Categorical Structures》 (영어) 4 (2–3): 137-138. doi:10.1007/BF00122248. ISSN 0927-2852. Zbl 0853.18001.
- May, J. Peter (2012). “An appreciation of the work of Samuel Eilenberg (1913–1998)” (PDF). 《Wiadomości Matematycznych》 (영어) 48 (2): 185–197. ISSN 0373-8302. Zbl 06149683.